# Eberhard Waechter
Eberhard Waechter (* 8. Juli 1929 in Wien; † 29. März 1992 ebenda) auch Eberhard Freiherr von Waechter war ein österreichischer Opernsänger (Bariton) und Operndirektor. Er galt als einer der bedeutendsten Baritone des 20. Jahrhunderts im deutschen und italienischen Zwischenfach.

## Leben

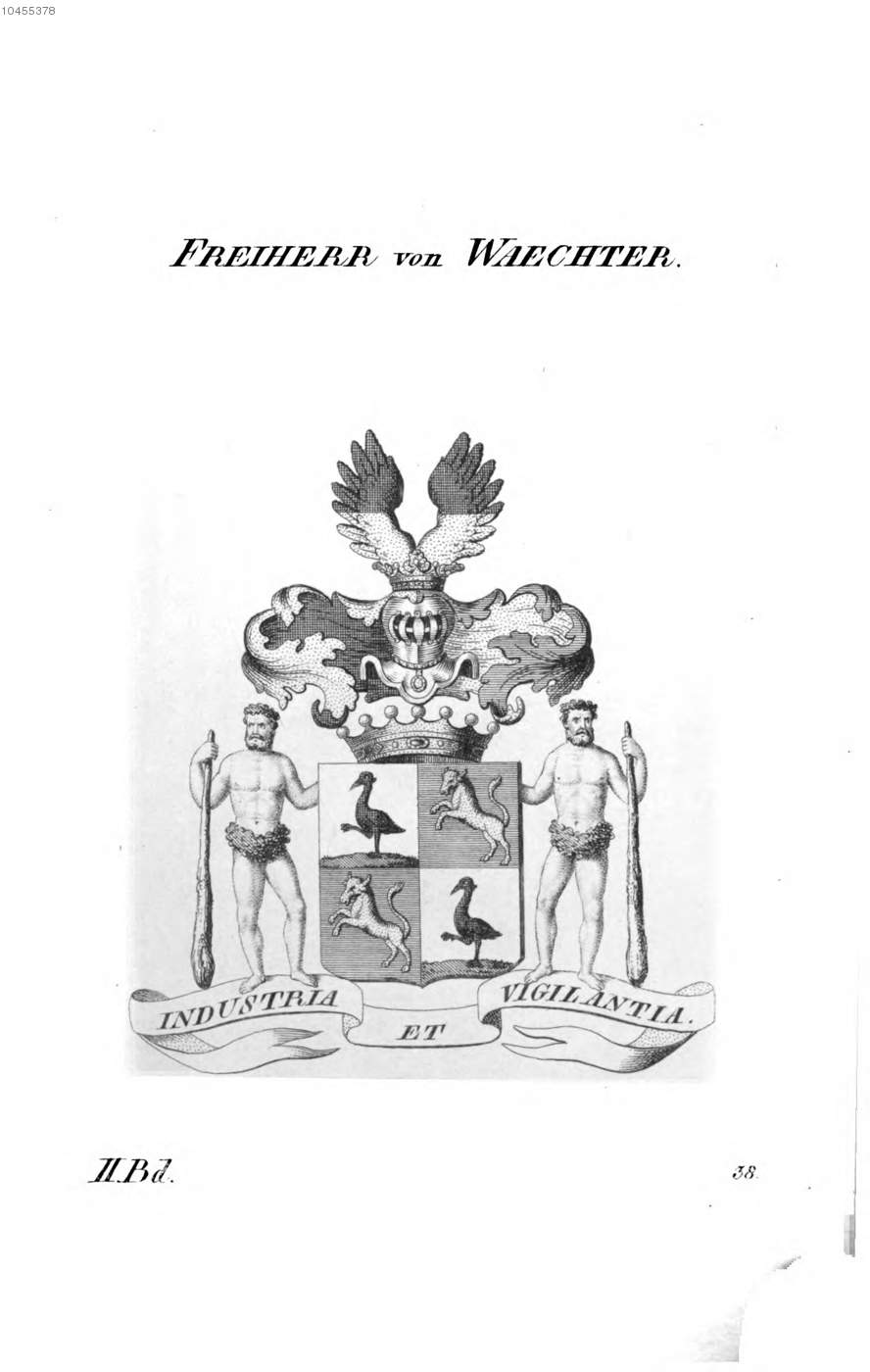
Wappen der Freiherrn von Waechter

### Jugend und Ausbildung
Eberhard Waechter wurde als Sohn einer adeligen altwürttembergischen Beamtenfamilie, der Freiherren von Waechter (auch Wächter), in Wien geboren. Sein Urgroßvater, Otto Freiherr von Waechter (1832–1895) heiratete 1860 Eleonora Catharina Mautner von Markhof (1842–1937), die der Mautner Markhof-Familie, einer Senf- und Bier-Brauerei-Dynastie entstammte. Sein Vater, der Jurist Eberhard Berry von Waechter (1886–1959) heiratete 1921 Anna Keil, Edle von Eichenthurn (1899–1987) und hatte mit ihr zwei Söhne, einer wurde Mediziner und der andere war der später bekannte Sänger.
Eberhard Waechter ging mit Waldemar Kmentt und Fritz Uhl in eine Klasse und studierte auch zusammen mit ihnen. Waechter studierte in Wien bei der Gesangspädagogin Elisabeth Radó und debütierte 1953 als Silvio in Ruggero Leoncavallos Pagliacci an der Wiener Volksoper.

### Berufliche Laufbahn
Ab 1955 war er Mitglied der Wiener Staatsoper, der er bis an sein Lebensende treu blieb, obwohl er früh zu einer Weltkarriere an die bedeutendsten Häuser aufbrach. Waechter sang bei den Salzburger Festspielen die Titelpartie in Don Giovanni und den Grafen in Die Hochzeit des Figaro, bei den Bayreuther Festspielen als einer der bevorzugten Künstler Wieland Wagners den Amfortas in Parsifal, den Kurwenal in Tristan und Isolde und seine Glanzpartie, den Wolfram im Tannhäuser.
Waechter gastierte unter anderem an der Scala in Mailand, an der Metropolitan Opera in New York, am Royal Opera House, Covent Garden London und am Teatro Colón in Buenos Aires. Er war einer der Lieblingssänger Herbert von Karajans während dessen Direktionszeit an der Wiener Staatsoper.

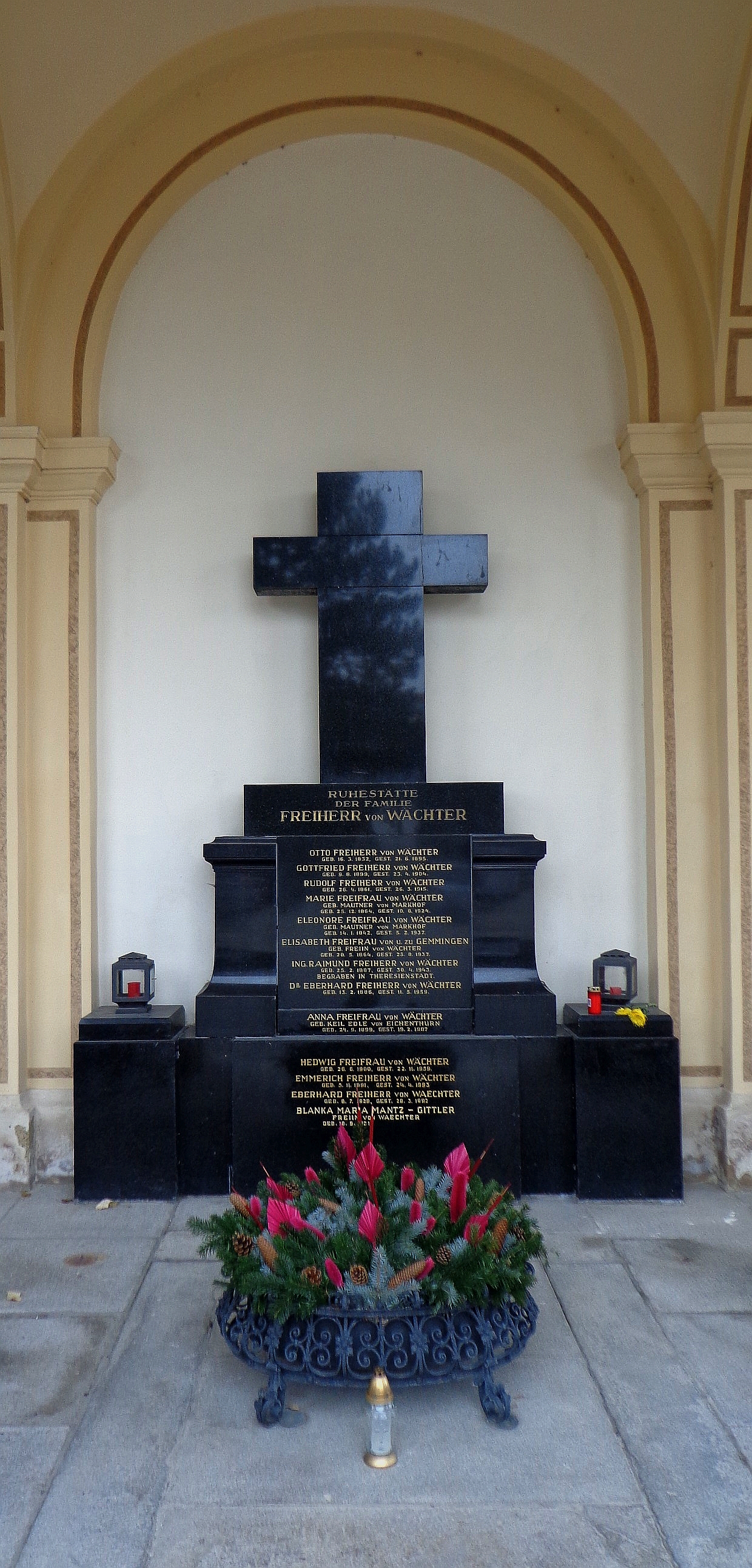
Familiengruft der Freiherren von Wächter auf dem Wiener Zentralfriedhof, in der auch Eberhard Waechter begraben liegt.

Mitte der 1960er Jahre ereilte ihn früh eine Stimmkrise, von der er sich nicht mehr ganz erholte. Die Schönheit der Stimme kam nicht wieder, dafür entwickelte sich Waechter zu einem der charismatischsten Singschauspieler des 20. Jahrhunderts. Späte Höhepunkte waren Produktionen mit Claudio Abbado (Simon Boccanegra) und Carlos Kleiber (Die Fledermaus), beide an der Bayerischen Staatsoper in München.
1987 bis 1992 war er Direktor der Wiener Volksoper, 1991 bis 1992 auch Direktor der Wiener Staatsoper gemeinsam mit Ioan Holender als Generalsekretär. Sein besonderes Augenmerk galt dem Wiederaufbau des Ensembles.
Zum Gedenken wurde, von 1997 bis 2007 von der Casinos Austria AG, der Förderpreis Eberhard-Waechter-Medaille an junge Musiker verliehen.

## Privatleben
Kammersänger  Waechter war von 1954 bis zu seinem Tod mit Franziska Maria („Gräfin“) von Marenzi verheiratet. Aus der Ehe gingen drei Söhne und drei Töchter hervor. Sein Sohn Albert (* 1958), ist mit der österreichischen Kulturjournalistin- und Moderatorin (ORF III) Barbara Rett verheiratet.
Der Schauspieler, Theater- und Opernregisseur und Intendant Alexander Waechter ist sein Neffe.
Am 29. März 1992 erlag Eberhard Waechter während eines Waldspaziergangs einem Herzinfarkt. Er ruht in einem ehrenhalber gewidmeten Grab auf dem Wiener Zentralfriedhof (Familiengrab Alte Arkadengruft, Gruppe: AAL, Nummer: 33, auf Friedhofsdauer).

## Partien (Rollen)
- Daniel Auber
  - Mylord in Fra Diavolo
- Georges Bizet
  - Escamillo in Carmen
- Claude Debussy
  - Golaud in Pelléas et Mélisande
- Gaetano Donizetti
  - Il Dottore Dulcamara in Liebestrank
- Gottfried von Einem
  - Danton in Dantons Tod
  - Alfred Ill in Der Besuch der alten Dame (Uraufführung)
- Charles Gounod
  - Valentin in Faust
- Franz Lehár
  - Graf Danilo Danilovitch in Die lustige Witwe
  - Graf René von Luxemburg in Der Graf von Luxemburg
- Ruggero Leoncavallo
  - Silvio in Der Bajazzo
- Albert Lortzing
  - Der Zar in Zar und Zimmermann
  - Graf von Eberbach in Der Wildschütz
- Wolfgang Amadeus Mozart
  - Don Alfonso in Così fan tutte
  - Don Giovanni in Don Giovanni
  - Graf in Die Hochzeit des Figaro
  - Sprecher in Die Zauberflöte
- Jacques Offenbach
  - Bösewichter in Hoffmanns Erzählungen
  - Baron Gondremark in Pariser Leben
- Giacomo Puccini
  - Marcello in La Bohème
  - Titelpartie in Gianni Schicchi
  - Scarpia in Tosca
  - Sharpless in Madama Butterfly
- Gioachino Rossini 
  - Figaro und Don Bartolo in Der Barbier von Sevilla
- Johann Strauss II 
  - Gabriel von Eisenstein in Die Fledermaus
  - Caramello und Pappacoda in Eine Nacht in Venedig
  - Graf Homonay in Der Zigeunerbaron
- Richard Strauss
  - Jochanaan in Salome
  - Orest in Elektra
  - Faninal in Der Rosenkavalier
  - Mandryka in Arabella
  - Barak in Die Frau ohne Schatten
  - Graf in Capriccio
- Giuseppe Verdi
  - Renato in Maskenball
  - Georges Germont in La traviata
  - Titelpartie in Rigoletto
  - Rodrigo di Posa in Don Carlos
  - Ford in Falstaff
  - Titelpartie in Simon Boccanegra
- Richard Wagner
  - Amfortas in Parsifal
  - Wolfram in Tannhäuser
  - Kothner in Die Meistersinger von Nürnberg
  - Donner in Das Rheingold
- Carl Maria von Weber
  - Ottokar in Der Freischütz

## Diskografie (Auswahl)
- Don Giovanni unter Carlo Maria Giulini
- Die Hochzeit des Figaro unter Carlo Maria Giulini
- Tannhäuser unter Wolfgang Sawallisch
- Tristan und Isolde unter Karl Böhm
- Parsifal unter Herbert von Karajan
- Don Carlos unter Horst Stein
- Simon Boccanegra unter Joseph Krips
- Salome unter Karl Böhm und Sir Georg Solti
- Der Rosenkavalier unter Herbert von Karajan
- Die Fledermaus unter Herbert von Karajan, Karl Böhm und Carlos Kleiber (DVD)
- Der Freischütz unter Eugen Jochum
- Wozzeck unter Christoph von Dohnanyi
- Der Besuch der alten Dame (Oper) unter Horst Stein